# RNIE4
De RNIE4 of Route nationale inter-états 4 is een internationale weg in het Afrikaanse land Benin, die van oost naar west door het zuiden van het land loopt. De weg loopt van de grens met Nigeria via Ketou, Bohicon en Abomey naar de grens met Togo. In Nigeria loopt de weg verder naar Abeokuta. In Togo loopt de weg verder als N6 naar Notsé.
De RNIE4 is ongeveer 160 kilometer lang en loopt door de departementen Plateau, Zou en Couffo.